# ジェニファー・ロペス 戦慄の誘惑
『ジェニファー・ロペス 戦慄の誘惑』（ジェニファーロペス せんりつのゆうわく、The Boy Next Door）は2015年のアメリカ合衆国のスリラー映画。監督はロブ・コーエン、出演はジェニファー・ロペスとライアン・グスマンなど。夫と別居中の高校教師が、隣家に引っ越してきた19歳の青年と肉体関係を持ってしまったために、その青年からストーカー被害に遭うさまを描いている。
日本では劇場未公開となったが、2016年6月23日にDVDとブルーレイディスクが発売された。

## ストーリー
夫のギャレットが秘書と不倫していることを知ったクレアは別居を決断した。同僚で親友でもあるヴィッキーはクレアに正式な離婚を勧めてきた。そんなある日、クレアは隣に引っ越してきたばかりの青年、ノアと出会う。ノアはクレアが英文学を講じている高校に通うのだという。また、ノアはクレアの息子であるケヴィンとあっさり仲良くなっていった。クレアに一目惚れしたノアはホメロスの『イリアス』を参考にして、自分の感情を表現しようとした。ケヴィンとギャレットが魚釣りに出かけたとき、クレアは何気なく隣の家を見た。図らずも、クレアは窓越しにノアの裸身を見てしまった。
クレアはヴィッキーとイーサン（ヴィッキーの彼氏）、ベニーの3人と共に出かけたが、ベニーの素行の悪さが原因で散々な目に遭った。クレアの帰宅後、ケヴィンが出かけていたこともあって、ノアは料理を教えてくれとクレアに頼みに行った。夕食を終えた後、ノアは大胆にもクレアを誘惑してきた。クレアは嫌だと思っているはずなのに、その誘いを断れなかった。結局、クレアとノアは一夜を共にすることになった。別れ際、クレアが「セックスをしたことを後悔している」と行ったために、ノアは怒り狂い、壁を殴りつけるなどした。学期が始まったとき、ノアの授業はクレアが担当することになった。実は、ノアはクレアのコンピュータをハッキングして、クレアに成り代わって配置希望を出していたのである。また、ノアがケヴィンに父親を憎むように仕向けた結果、ケヴィンはギャレットの家を飛び出してしまった。興奮が抑えられないケヴィンはスポーツに精を出したが、それが原因でショック状態に陥ってしまう。しかし、そこに居合わせたノアがエピペンを注射したことで何とか一命を取り留めることが出来た。クレアはノアから花束を受け取ったが、異様な行動をとり続けるノアに苦言を呈した。ある日、ノアはクレアとギャレットが仲睦まじそうにデートしているのを見た。これが原因で、ノアはクレアへの執着を一層強めることになってしまった。
そんな中、ノアはケヴィンを守るためにいじめっ子のジェイソンの頭を何回もロッカーにぶつけるという事件が起きてしまった。ヴィッキーがノアの過去を調査した結果、ノアは素行不良が原因で前の学校を退学になっていたことが判明した。ノアが自分の悪口を言っているのを目撃したヴィッキーはノアを退学させる決断を下す。そんな中、男子のシャワールームに「俺はクレア・パターソンとヤった」という落書きが見つかり、クレアがその調査に当たることになった。クレアはノアに襲われたが、何とかふりほどくことに成功し、「私とケヴィンから離れて」と言って逃げることが出来た。翌日、ノアは教室のコピー機を作動させたまま立ち去った。コピー機ではクレアの痴態が写った画像が次々と印刷され、教室中に紙をばらまいていた。
ギャレットの車のブレーキが壊れていたために、ギャレットとケヴィンは大事故を起こすところだった。その頃、ノアは「俺は貴方とセックスしたときの動画を持っている。もしも俺とヤり続けてくれるなら、このテープを貴方に渡すよ」といってクレアを脅迫していた。テープを奪い取るためにクレアとヴィッキーがノアの自宅に入ったとき、地下室全体に数百枚のクレアの写真が貼られているのを見た。クレアはノアのパソコンからセックス動画を消去したが、そこには自動車事故の写真も複数保存されていた。それを見たクレアは「ノアがギャレットの車のブレーキを壊したのだ」と確信した。一連の騒動についてチョウ刑事に相談したクレアは、ノアの父親が衝突事故で亡くなったことを知るのだった。
クレアが自分を愛してくれないことに耐えられなくなったノアは、遂に最後の作戦を実行に移すことになった。

## キャスト
※括弧内はVOD版日本語吹替（ソフト未収録）
- クレア・ペーターソン: ジェニファー・ロペス（朴璐美）

高校教師。古典文学を教えている。夫とは別居中だが、やり直すことを考えている。
- ノア・サンドボーン: ライアン・グスマン（細谷佳正）

青年。クレアの隣家の老人の甥。
- ケヴィン・ペーターソン: イアン・ネルソン（英語版）（立花慎之介）

クレアの息子。
- ギャレット・ペーターソン: ジョン・コーベット（江原正士）

クレアの夫。しかし、自身の浮気もあって別居中。
- ヴィッキー・ランシング: クリスティン・チェノウェス（大谷育江）

高校の教頭。クレアの友人。
- アリー・キャラハン: レキシー・アトキンス（英語版）
- エドワード・ウォーレン: ヒル・ハーパー（小形満）

校長。
- サンドボーン氏: ジャック・ウォレス（宮崎敦吉）

ノアの祖父。
- ジェイソン・ジマー: アダム・ヒックス（英語版）
- ジョニー・チョウ: フランソワ・チャウ（小形満）

刑事。
- ベニー: ベイリー・チェイス
- イーサン: トラヴィス・シュルツ（英語版）

ヴィッキーの恋人。
- クーパー: ブライアン・マホーニー

## 製作

### 構想
本作の脚本を執筆したバーバラ・カリーは弁護士として10年間のキャリアがある人物である。カリーはアパートの運営の体験を手掛かりに脚本を執筆していったのだという。また、自分のヤンチャな息子が自宅から通りを渡って学校へ行くのを見て、「近所の青年が人間関係のいざこざを生じさせ、家族内の利害を利用する」というすごく面白いアイデアを思いついたのだという。
カリーは「当初の予定では、本作は母親が狡猾な青年の魔の手に落ちた12歳の息子を助けようとする姿を描く作品になるはずだった。しかし、脚本を練っていくうちに、別のものが出来上がっていった」と語っている。また、「初稿ではクレアは幸福な結婚生活を送っているという設定だったが、自分が幸福な結婚生活を送れなかったこともあって、幸福な妻を描くのに苦心した。最終的に、クレアの設定を変えざるを得なかった。」とも語っている。なお、カリーはクレアというキャラクターの造形に当たって、メアリー・ケイ・ルトーノーを参考にしたという。
ロブ・コーエンは「カリーの草稿では、ノアの年齢は10代半ばという設定になっていましたが、私の意向で19歳の青年となりました。10代半ばの男子と40代女性が性的な関係を持つのはあまりにも不健全ですし、それでは観客の皆さんが主人公に好感を持てないと思ったからです。」と述べている。ジェニファー・ロペスは自身の役柄に関して「夫が浮気したと知ったクレアは、自分の女としての価値が減退したと感じたのでしょう。そんな状況下では、誰もが過ちを犯しうるということは理解しやすいと思います」と述べている。

### プリ・プロダクション
本作のキャスティング作業は2013年9月上旬に始まった。早々にジェニファー・ロペスを主演に起用することが決まった。19日には、クリスティン・チェノウェスが本作に出演すると報じられた。10月には、ジョン・コーベットとライアン・グスマンの起用が決まった。また、オーディションの結果、レキシー・アトキンスが本作で映画デビューを果たすことになった。
ラテン系のライアン・グスマンの起用を決定したのは製作も務めたジェニファーである。ジェニファーはその理由に関して「私とライアンという2人のラテン系俳優が主演を務めた作品がヒットすれば、映画界のメインストリームに変革が起きるかもしれません。私はラテン系の人々にこそ本作を見てもらいたいと思っています。それが自由をもたらすからです。」「2人のラテン系俳優がスペイン語を話している場所や如何にもラテン系というキャラクターを演じている場所であったとしても、我々ラテン系の人間が偏屈になる必要なんかないのです。だからこそ、私はこの映画が好きなのです。私たちは出自の壁とステレオタイプを壊しているのです」と述べている。

### 撮影
コーエンは本作をPG-13（13歳未満の子供の観賞については、保護者の厳重な注意が必要）指定の映画として作ることを考えていなかった。コーエンは「まず最初に私がスタジオ側に言ったのは『もしも私を監督として起用したいなら、私はこの作品をR指定の映画として作るつもりです。13歳向けのセックスシーンを撮影するつもりはありません』ということでした」と述べている。
本作は撮影に23日を費やした。ジェニファーは「ご承知のように、我々が引き出せた製作費は400万ドルでした。一つしかトレーラーを借りられませんでしたし、セットを組むためのスタッフたちも雇えませんでした。それ故、予算が潤沢な映画に見られるようなセットを使わずに撮影するしかありませんでした」と語っている。また、ジェニファーは「女優としてのキャリアでこれほど緊迫感のある撮影は初めてでした。その緊迫感は予算と撮影期間がタイトになっていることに起因するものでした。ただ、その中で、私は芸術家として解放されていたと思います。こういう映画でも、工夫次第で何とかなるということが実感できたからでしょうね。」とも述べている。
セックスシーンの撮影について、グスマンは「撮影で一番不快感を覚えたシーンだった。体の全ての部分をコントロールしなければならなかった。セクシーなシーンでありながらにして、最もセクシーさを感じさせないシーンだったと思う。」と述べている。
本作の主要撮影は2013年の秋にロサンゼルスで行われたが、12月にはとある渓谷での撮影が行われた。2014年4月にはさらなる追加撮影が行われた
。

## マーケティング
2014年9月8日、本作の予告編が映画館で流れ始めた。10月には、窓際に立つジェニファーのポスターがお披露目された。
本作の主な観客として想定されていたのはラテン系の人と女性であった。そのため、ジェニファーはマイアミで盛大なプロモーションイベントを開催した。主演2人がラテン系であることもあり、ジェニファーは本作をヒスパニックに見て欲しいと願っていた。ジェニファーはこうしたプロモーション活動について「この映画が大きな会社の手で作られていたら、私はこんなプロモーション活動を出来なかったでしょう」と述べている。また、ジェニファーはユニビジョン（スペイン系住民を対象とした番組を放送するテレビ局）で放送されている「¡Despierta América!」や「Nuestra Belleza Latina」に出演した。後者においてロペスが出演した回では、視聴者数が普段よりも22％増えた。こうしたプロモーション活動が功を奏し、Twitterで本作に言及したツイートが10万5000ツイートに上った（本作と同日に公開されたジョニー・デップ主演の『チャーリー・モルデカイ 華麗なる名画の秘密』に言及したツイートは5万1400ツイートだった）。
酷評されたにも拘わらず、本作が興行的に成功を収めることができたのはSNSとロペスのプロモーション活動によるものだと述べる人がいる一方で、「ロペスのスターパワーが落ちているが故に、平凡なヒットに留まったのではないか」と指摘する論者もいる。

## 興行収入
2015年1月23日、本作は全米2602館で封切られ、公開初週末に1491万ドルを稼ぎ出し、週末興行収入ランキング初登場2位となった。ジェニファー・ロペス主演作としては2005年の『ウェディング宣言』以来のヒット作となった。
2015年4月28日、アメリカで本作のDVDとブルーレイディスクが発売され、両方合わせて709万ドルを売り上げた。

## 評価
本作は批評家から酷評された。映画批評集積サイトのRotten Tomatoesには122件のレビューがあり、批評家支持率は10%、平均点は10点満点で3.3点となっている。サイト側による批評家の見解の要約は「『ジェニファー・ロペス 戦慄の誘惑』はストーカーものが好きな人からは幾許かの反応を得られるだろう。しかし、ほとんどの観客にとっては、この映画は『駄作故に面白い映画』にすらならないだろう」となっている。また、Metacriticには33件のレビューがあり、加重平均値は30/100となっている。なお、本作のCinemaScoreはB-となっている。
本作のストーリーは『氷の微笑』（1992年）や『プール』（2002年）と比較され、「2015年版の『危険な情事』だ」と評する人もいた。コーエン監督には「1990年代以降、ハリウッドからエロチック・スリラーというジャンルが消滅してしまった」現状に対する危機意識があり、彼は「娯楽映画としてのあのジャンルを再開拓したかったのです。それも、1990年代の雰囲気を残したままではなく、2015年の雰囲気を反映させた形で。」と述べている。